# Последно лято
„Последно лято“ е български игрален филм от 1974 година, драма на режисьора Христо Христов по сценарий на Йордан Радичков, базиран на едноименната му новела. Оператор е Цветан Чобански. Музиката във филма е композирана от Красимир Кюркчийски.
В центъра на сюжета е човек, отказал да напусне селото си при изселването му към близкия град заради строителството на язовир, и неговите отношения със сина му. Главните роли се изпълняват от Григор Вачков, Димитър Икономов, Богдан Спасов, Веско Зехирев.

## Състав

### Актьорски състав
| Роля            | Изпълнител        |
| --------------- | ----------------- |
| Иван Ефрейторов | Григор Вачков     |
| Динко           | Димитър Икономов  |
| Дядото          | Богдан Спасов     |
| Вуйчото         | Веско Зехиров     |
| Майката         | Лили Методиева    |
| Каракачанката   | Даниела Данаилова |
| Генералът       | Любен Бояджиев    |
| Майорът         | Юли Тошев         |
| Партизанинът    | Петър Горанов     |
| Дяволът         | Димитър Миланов   |
| Разсилният      | Димитър Спасов    |

### Творчески и технически екип
| Сценарий            | Йордан Радичков                                                                                  |
| Режисьор Художник   | Христо Христов                                                                                   |
| Оператор            | Цветан Чобански                                                                                  |
| Музика              | Красимир Кюркчийски                                                                              |
| Звук                | Митхен Андреев                                                                                   |
| Монтаж              | Елена Димитрова                                                                                  |
| Костюми             | Петър Горанов                                                                                    |
| Директор            | Николай Нейков                                                                                   |
| Редактори           | Екатерина Гумнерова Александър Карасимеонов                                                      |
| Втори режисьор      | Вълчан Вълчанов                                                                                  |
| Втори художник      | Иван Добчев                                                                                      |
| Комбинирани снимки: | Художник: Стоян Кьосовски Оператор: Богомил Петков                                               |
| Грим                | Юлия Търкаланова                                                                                 |
| Фотограф            | Емил Хвърлев                                                                                     |
| Асистент-режисьори  | Виолета Зенгинова Камен Костов Игор Кюлюмов                                                      |
| Асистент-оператори  | Кирил Зашев Георги Тупаров Деко Вълчедръмски Стефан Кирилов                                      |
| Асистент по монтажа | Елена Ризова                                                                                     |
| Реквизит            | Венета Минчева                                                                                   |
| Организатори        | Румен Илков Росен Петров Цанко Цанов                                                             |
| Distributed by      | Българска кинематография Студия за игрални филми Творчески колектив „МЛАДОСТ“ /Copyright © 1973/ |

## Награди
- Награда за най-добър чуждестранен филм – Атланта, САЩ, 1974.
- Златен медал за мъжка роля на Григор Вачков – Сан Ремо, Италия 1974.
- Специална награда на журито на МКФ на младото кино – Тулон, Франция, 1975.
- Сертификат за класиране сред най-добрите филми – Лос Анджелис, САЩ, 1975.